# Ponuga
Ponuga es un corregimiento del distrito de Santiago en la provincia de Veraguas, República de Panamá. La localidad tiene 2.798 habitantes (2010).